# Fehér Sas Páholy
A Fehér Sas Páholy egy New Age-mozgalom, melyet férje közreműködésével Grace Cooke médium alapított Angliában 1936-ban. Grace azt állította, hogy egy szellemi lénytől, bizonyos "White Eagle"-től ("Fehér Sas") kapta a tanításokat, melyeket a modern kornak megfelelő formában kíván átadni az embereknek a szervezet. Tevékenységük célja az ember hozzásegítése valódi szellemi természetének a kiaknázásához. Szimbóluma hatágú "Krisztus-csillag", mely békét és gyógyulást sugároz a szükséget szenvedőknek. Mind a közvetlen-, mind a távgyógyítás, továbbá a meditáció, a jóga, illetve az asztrológia a tanításaik és praxisuk részét képezi. Az angliai anyapáholynak két kontinentális központja van: egy Amerikában és egy Ausztráliában.

## Története
A szervezetté válás a Londontól délre fekvő Surrey megyei Burstow birtokon kezdődött. Grace Cooke (későbbi misztikus nevén: Minesta) 1929-ben meghívást kapott egy Mary nevű "ottragadt szomorú lélek felszabadítására", melyet siker koronázott. Maga a Mary nevű lélek és White Eagle is visszaigazolta, hogy a birtok egy ősi szent imahelyen áll és amely arra hivatott, hogy ilyen helyként működjön.

### Együttműködés a Poláris Testvériséggel

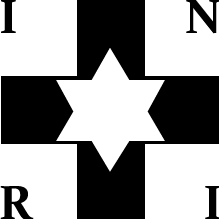
A Poláris Testvériség logója

1931. január 27-én jött létre az első találkozás Minesta és a francia "Fraternité des Polaires" ("Poláris Testvériség") nevű - 1929-ben alakult - szervezettel, mellyel sok átfedés volt a szellemi tanítások alapjait illetően. A Cooke-házaspár és a Polárisok is vallották egy Nagy Fehér Testvériség létezését, mely a szellemi világból igyekszik segíteni az emberiség jó irányba történő fejlődését. A feljegyzések szerint találkozón az akkor már fél éve halott Arthur Conan Doyle (1859-1930) szólalt meg Minesta médiumon keresztül Doyle családjának és a többi résztvevőnek. Ugyanebben az évben - White Eagle iránymutatását követve - Minesta és férje, Ivan Cooke (misztikus nevén: Brother Faithful) beavatást nyert a Poláris Testvériségbe. 1932-ben sikerült kibérelni a Burstow birtokot 3 évre gyógyító és elvonuló központ céljára, ahol aztán vasárnaponként szertartásokat is tartottak. A Poláris Testvériség 1934 februárjában jelezte igényét és feltételeit egy angliai páholy megalakítására, melyre ténylegesen 1936-ban került sor. A Cooke-házaspár köré gyűlt csoport "kemény magja" a 30-as évek elején mindössze 12 főt számlált, majd a páholyalapításig a stabil létszám 50 főre nőtt.
1935-ben lejárt a bérleti szerződés, melyet nem tudtak meghosszabbítani, ezért új helyszínt kellett keresniük, melyet meg is találtak a Kensingtonban lévő Pembroke Hallban. Ebben az évben függetlenedtek teljes mértékben a francia Testvériségtől. Grace Cooke unokája, Colum Hayward elismerően ír a két szervezet kezdeti kapcsolatáról: "(...) a Fehés Sas Páholy sokat köszönhet a Polárisok különleges spiritualitásának, még ha az később el is homályosodott amiatt, hogy a későbbiekben egy nagyon más csoporttá váltak, mint amilyenek a kezdetekben voltak."

### Önálló működés
Pembroke Hallban folytatták tevékenységüket 1936. február 22-étől, most már "The White Eagle Lodge" név alatt. Egy nagy és egy kis kápolna a szertartások céljára, továbbá az első könyvtár, tagi fogadószoba és egy Fehér Sasnak szentelt helyiség foglalt helyet az új központban. Itt kezdték meg az első távgyógyító csoportok a segítő munkát Fehér Sas instrukciói alapján. Első folyóiratukat, az "Angelus"-t is itt adták ki, a mai "Stella Polaris" elődjét. 1937-ben adta ki a Páholy első könyvét "Illumination" ("Megvilágosodás") címmel, mely sikeres lett és sok tagot vonzott a szervezethez, így pl. John Hodgsont, Grace Cooke lányának későbbi férjét. White Eagle Publications néven kiadót alapítottak és további könyveket adtak ki. 1937-ben alakult meg az edinburghi skót csoport.
Még az angliai légi csata elején, 1940. szeptember 12-én éjjel bombatalálat érte a Pembroke Hallon lévő központot, mely gyakorlatilag megsemmisítette azt. A Páholy hagyománya szerint Fehér Sas sugalmazására maradt a Cooke család a tervezettnél tovább vidéken, így senki sem volt az épületben a bombázáskor. A központ ideiglenesen Edinburghbe került, majd 1941. januárjától új helyszínen, csupán negyed mérföldnyire Pembroke Hall romjaitól, St Mary Abbots Place-en. 1943-ban több gyújtóbomba is eltalálta a házat, de - csodával határos módon - egyik sem gyulladt fel. 1943-ban vette el John Hodgson Grace Cooke egyik lányát, Joan Cooke-ot (férjezett nevén: Joan Hodgson), akitől 1945-ben kislánya született Rosemary néven.
1945 április második felében vásárolták meg a ma is a Páholy székhelyéül szolgáló hampshire-ben lévő new lands-i birtokot. Felszentelése és használatba vétele 1945. Szent Mihály napján, szeptember 29-én történt. A jelzáloghitel törlesztése ugyanakkor hatalmas kihívás volt a szervezetnek még az 50-es évek végén is. 1947. augusztus 17-én kezdte meg működését az első amerikai csoport New Jersey-ben. 1951-ben Grace Ylana nevű lánya is férjhez ment egy Geoffrey Hayward nevű férfihez. Míg Ylana inkább adminisztratív feladatokat látott el, addig Joan gyógyító tevékenységet folytatott. 1952 februárjában Ylanának ikrei születtek, Colum és Jeremy személyében. Már korábban is volt lehetőség magánjellegű gyógyulást célzó ülésekre, de 1954-ben ezeket havi rendszerességűvé tették és konkrét kezelési tanácsokkal látták el a résztvevőket. 1959-ben aztán a ma is meglévő formára alakították át az egész gyógyító tevékenységet, napi rendszerességűvé téve ezt a szolgálatott.
Az 1960-as évek elején Enid Brown (Sister "Peace") a átszervezte a könyvtárat, mely fő vonalakban ma is ugyanezt a struktúrát mutatja. Joan első könyve "Why on Earth" címmel 1964-ban jelent meg és egy új generáció felemelkedésének mérföldköve lett. Mindeközben John Hodgson végezte a Páholy könyvelését, mint Kincstárnok. A második külföldi leányszervezet a Holland Páholy volt, mely első nagy rendezvényét, a páholy felszentelését, 1965. október 16-án tartotta Hágában.
White Eagle médiumi közlései során szószólója volt a vegetáriánus táplálkozásnak és úgy gondolta, hogy az emberiség gazdaságos élelmezésére hosszabb távon a gabonák, illetve a föld terményei fognak szolgálni, nem pedig a vágóállatok. "Compassion of World Farming"" néven mezőgazdasági szervezetet alapítottak 1967-ben, mely a földműveléssel és az állattartással kapcsolatos nagyobb tudatosság terjesztését tűzte ki célul. Ezen túlmenően Joan lánya, Rosemary (Rose), a vegetarianizmus népszerűsítésére szakácskönyvet adott ki ugyanebben az évben "Simply Delicious" címmel, melyet később számos további is követett.
A Páholy tagsága az 1955-ös 376-ról 1966-ra több, mint megnégyszereződött és 1980-ra elérte a 3000 főt világszerte. 1976-ban alakult meg az Ausztrál Páholy Brisbane-ben és 1978-ra 107 helyi csoport működött világszerte, mely 1982-ben 132-t számlált. A megnövekedett nemzetközi szervezet nagyobb központi Templomot is igényelt, mely 1974. június 9-én nyitotta meg kapuit New Lands-ban. 1978-ban alakult csoportjuk a Dél-afrikai Köztársaságban, Durban mellett, majd nyugat-afrikai csoportok is megkezdték működésüket a 80-as évek elején Ghánában és Nigériában.

### Az alapítók halála
Minesta már 1956-ban átesett egy komolyabb betegségen, de egészsége véglegesen 1976 őszén romlott meg hirtelen, pár évvel azután, hogy újult erővel látott nekit templomszolgálatának és médiumi közvetítéseinek az új Templomban. Ez egyben White Eagle közvetítéseinek a végét is jelentette. Lányai, Joan és Ylana viselték gondját ezután és vették át a Páholy napi ügyeit. Fájdalmas mellrákkal küzdött utolsó éveiben, mígnem 1979. szeptember 3-án eltávozott a fizikai világból. Férje, Brother Faithful életminősége is jelentősen romlott Minesta megbetegedése után és túlélve őt ugyan, de 1981. július 28-án reggel ő is elhunyt.

### Az örökség továbbélése
1984-ben New Lands új adminisztrációs épületekkel bővült. Ebben az időszakban épültek angol mintára elvonulóközpontok Amerikában és Ausztráliában is. Az európai terjeszkedés is tovább folytatódott Svédországgal, ahol 1987-ben Göteborgban alakult helyi központ. Az alapításban úttörőszerepet vállaló Aina Kinde hamarosan találkozott az országban akkor már ismert gyógyító Huszár Sándorral, akinek később átadta a stafétabotot a svéd helyi központ irányításában. 1992-ben már az ő irányítása alatt alakult át Páhollyá a svéd leányszervezet. 2001-ben új Templomot szenteltek a svédországi központban, Ljungban.
Az 1987-ben Svédországba emigrált Balogh Béla Sándorral már, mint a Páholy svéd vezetőjeként ismerkedett meg, aki tanítványává fogadta. Béla 1999-ben Magyarországra költözött és 2003-ban Sándor már egy 20-30 fő közötti helyi tagságot látogatott meg Magyarországon.

## Tevékenysége ma

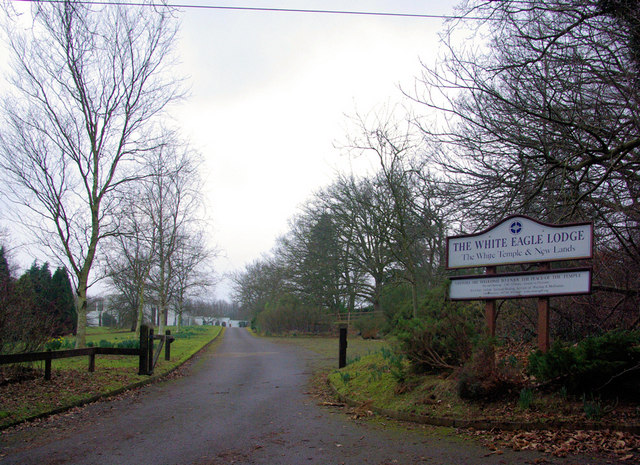
Az angliai központ kapuja

### Gyógyító tevékenység
A távgyógyítás ima útján történik fizikailag távollévő betegek érdekében. Otthonról egyedül gyógyítók ráhangolódnak a Gyógyítás angyalaira, néven nevezik a beteget és imádkoznak érte. a gyógyítás egy meghatározott formájában, színeket vizualizálnak és az angyalok révén a beteg pszichikus központjaira alkalmazzák azokat. A gyógyító módszert Lorna Todd könyve a "Healers Journey Into Light" ("A gyógyító utazása a Fénybe") írja le részletesen. A távgyógyítást a páholytagok csoportosan is végezhetik egy gyakorlott gyógyító vezetésével.

### Asztrológia
Az asztrológia tanítása régóta fontos része a páholymunkának. Cooke lánya, férjezett nevén Joan Hodgson 1941-ben kifejlesztett egy kezdőknek szóló levelező kurzust és számos cikket írt a Páholy akkori újságjába, az "Angelus"-ba. Ezek az írások egybeszerkesztve megjelentek "Wisdom in the Stars" címmel. 1976-ban a Páholy kiterjesztette Joan munkáját és "Iskolát" alapított, melyben 1995-ben bekövetkezett haláláig aktívan dolgozott. Ma new lands-i központtal éves konferenciákat, nyílt napokat, levelező kurzusokat, horoszkóp-értelmezéseket tartanak és kiadják az "Altair" című folyóiratukat. Mindez hangsúlyozottan spirituális fókuszú és nem összetévesztendő más "ezoterikus" asztrológiai iskolákkal.

### Magyarországon
A szervezet magyarországi központja jelenleg Budapesten van, egy 6 tagú "Tanács" irányítja. A White Eagle munka Magyarországon 1995-ben indult el a bajai csoportban, Balogh Béla csoportja a 2000-es évek elejétől lépett be ebbe a rendszerbe. 2019-ben Balogh Béla leválasztotta a Piliscsabán adományokból felépült Álomvölgy Meditációs Központot az angliai White Eagle Lodge-ról és a továbbiakban függetlenül működik, és a spirituális világ tudományos alapon való megértésére fektette a hangsúlyt. A White Eagle munka Magyarországon 2019-től egy új alapítvány keretein belül folytatja tevékenységét (White Eagle Magyarországi Csillag Központ Alapítvány)

### Idézett források
- ↑ QA: Kérdések (magyar nyelven). [2019. augusztus 11-i dátummal az eredetiből archiválva]. (Hozzáférés: 2019. május 24.)
- ↑ Story:  The White Eagle Lodge Story – Seventy-Five Years Work with the Light (angol nyelven). New Lands, Hampshire, UK: The White Eagle Publishing Trust [1986] (2008). ISBN 978-0-85487-198-8
- ↑ Asia: Zam Bhotiva. Asia Mysteriosa – The Oracle of Astral Force, ford. Nigel Millross, Colum Hayward (angol nyelven), London: Polair Publishing [1929] (2012). ISBN 978-1-905398-27-0
- ↑ Todd: Lorna Todd. A Healers Journey Into Light (angol nyelven). London: Bantam (1995) OCLC 60103219

### Magyar nyelvű irodalom
- White Eagle. Lelki fejlődés I., ford.: Balogh Béla (magyar nyelven), Budapest: Fehér Sas Páholy Alapítvány (2005). ISBN 9789638864123. Hozzáférés ideje: 2019. május 24.
- White Eagle. Lelki fejlődés II., ford.: Balogh Béla (magyar nyelven), Budapest: Fehér Sas Páholy Alapítvány (2007). ISBN 9789630614290. Hozzáférés ideje: 2019. május 24.
- White Eagle. Lelki fejlődés III., ford.: Balogh Béla (magyar nyelven), Budapest: Fehér Sas Páholy Alapítvány (2009). ISBN 9789638864147. Hozzáférés ideje: 2019. május 24.
- White Eagle. Lelki fejlődés IV., ford.: Balogh Béla (magyar nyelven), Budapest: Fehér Sas Páholy Alapítvány (2011). ISBN 9789638864154. Hozzáférés ideje: 2019. május 24.
- Grace Cooke. A megvilágosodottak, ford.: Balogh Béla (magyar nyelven), Budapest: Fehér Sas Páholy Alapítvány (2007). ISBN 9789630636223. Hozzáférés ideje: 2019. május 24.

### Kapcsolódó weboldalak
- www.whiteeagleinternational.org Archiválva 2019. május 24-i dátummal a Wayback Machine-ben, a Fehér Sas Páholy nemzetközi honlapja
- www.whiteagle.org Archiválva 2019. május 24-i dátummal a Wayback Machine-ben, a Fehér Sas Páholy brit központjának honlapja
- white-eagle.hu, a White Eagle Magyarországi Csillagközpont Alapítvány magyarországi csoportjának honlapja

### Fordítás
- Ez a szócikk részben vagy egészben  a   The White Eagle Lodge című angol Wikipédia-szócikk fordításán alapul.  Az eredeti cikk szerkesztőit annak laptörténete sorolja fel. Ez a jelzés csupán a megfogalmazás eredetét és a szerzői jogokat jelzi, nem szolgál a cikkben szereplő információk forrásmegjelöléseként.